# Gestas (Dordogne)
Der Gestas ist ein kleiner Fluss in Frankreich, der im Département Gironde in der Region Nouvelle-Aquitaine verläuft. Er entspringt im nördlichen Gemeindegebiet von La Sauve, entwässert in einem Bogen von Nordwest über Nord nach Nordost und mündet nach rund 19 Kilometern im Gemeindegebiet von Vayres als linker Nebenfluss in die Dordogne. Auf seinem Weg durchquert der Gestas das zwischen den Flüssen Garonne und Dordogne liegende Weinbaugebiet Entre deux mers.

## Orte am Fluss
- Cursan
- Croignon
- Camarsac
- Vayres

## Sehenswürdigkeiten
Der gesamte Flusslauf einschließlich der Uferzonen ist als Natura-2000-Schutzzone unter Code FR7200803 registriert.